# Mori Sosen
 (mai 2018).
Si vous disposez d'ouvrages ou d'articles de référence ou si vous connaissez des sites web de qualité traitant du thème abordé ici, merci de compléter l'article en donnant les références utiles à sa vérifiabilité et en les liant à la section « Notes et références ».
Mori Sosen (森狙仙, 1747-1821) est un peintre japonais de l'école Shijō pendant la période Edo.

## Œuvre
Mori Sosen est célèbre pour ses peintures représentant des singes et d'autres animaux. Robert van Gulik l'a surnommé le « maître incontesté » de la peinture de macaques japonais. 
Les gibbons étaient présents dans la peinture japonaise, basés sur des peintures chinoises de l'animal, mais personne au Japon n'en avait vu vivant depuis des siècles. Aussi, quand un gibbon a été apporté au Japon par les Néerlandais en 1809, cela a créé une petite sensation et c'est Mori qui l'a immortalisé par le dessin.

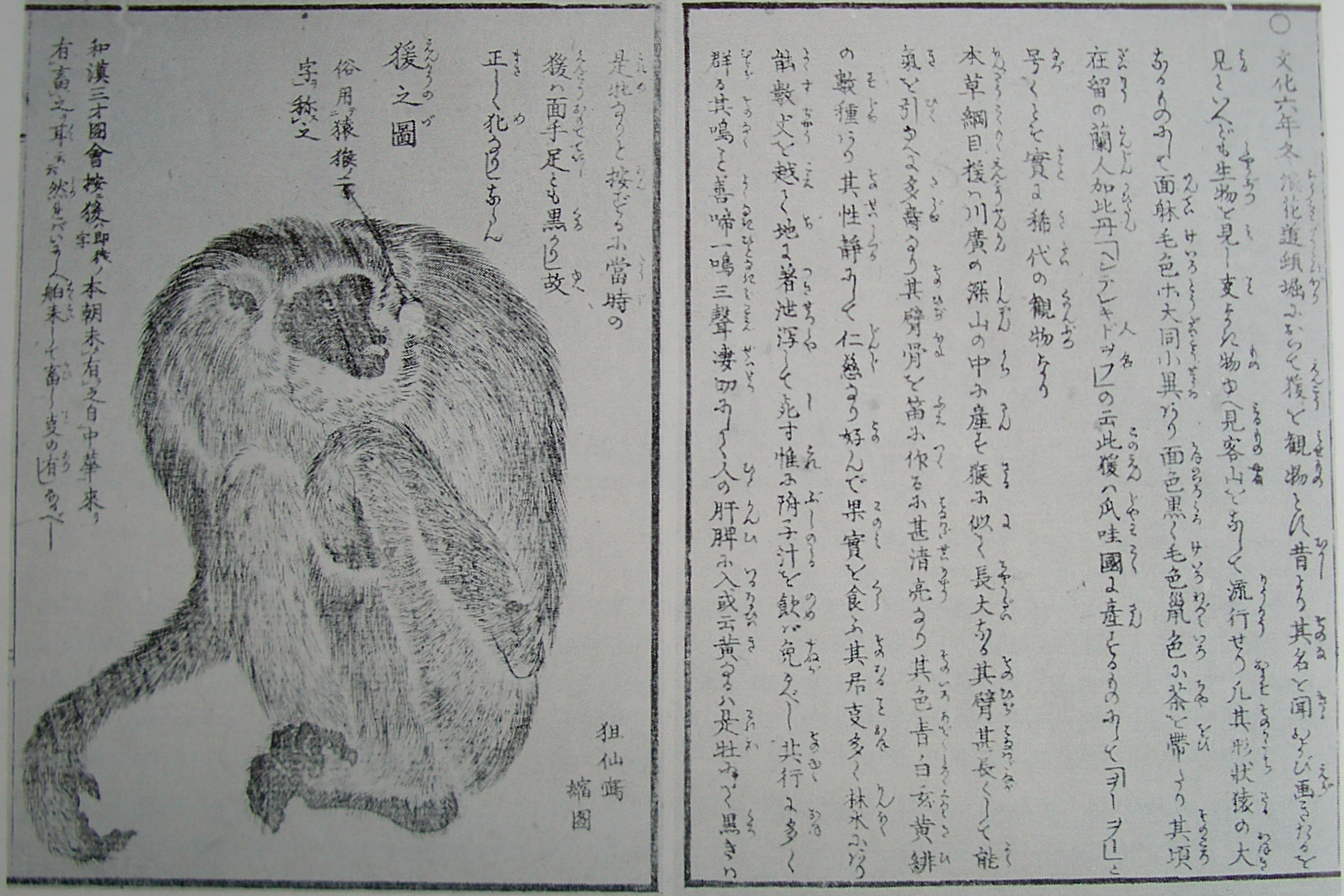
Image du premier gibbon venu au Japon. E-hon (livre comportant des images), v. 1809

## Biographie
On ne sait pas très bien s'il est né à Nagasaki ou à Nishinomiya, mais il a habité à Osaka pendant la majeure partie de sa vie, et il y est mort.

## Galerie
- Œvres de Mori Sosen (1747 - 1821)
- Singes sur un prunier (梅花猿猴図?)

"Œvres
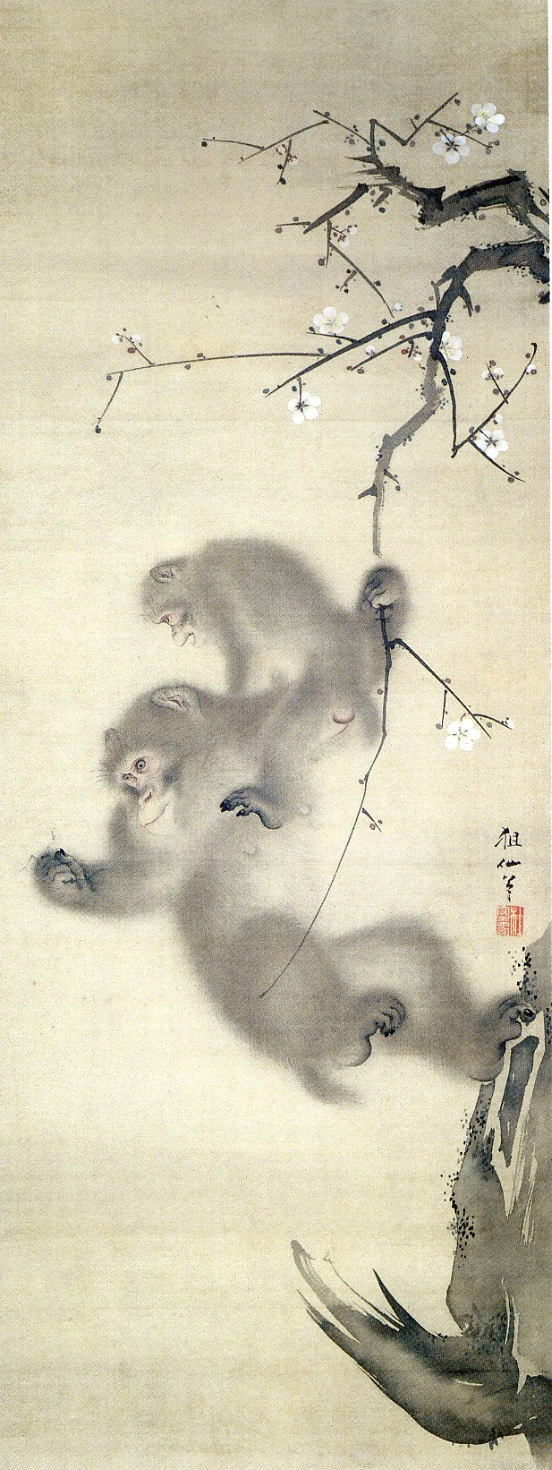
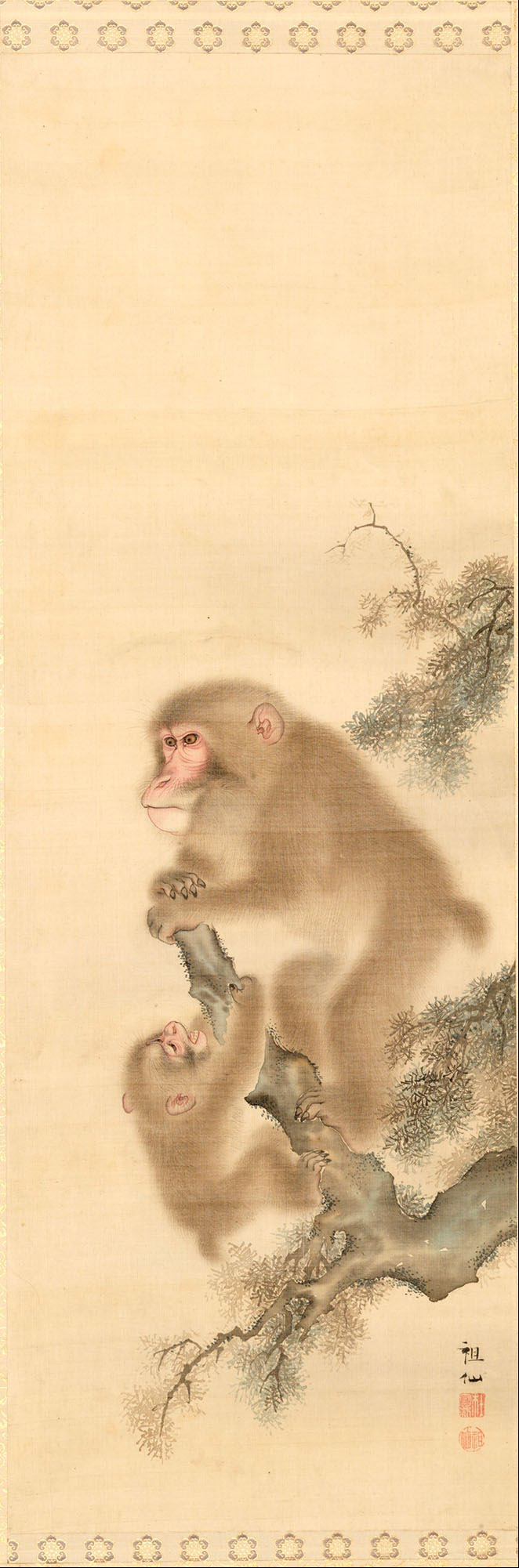
Singes
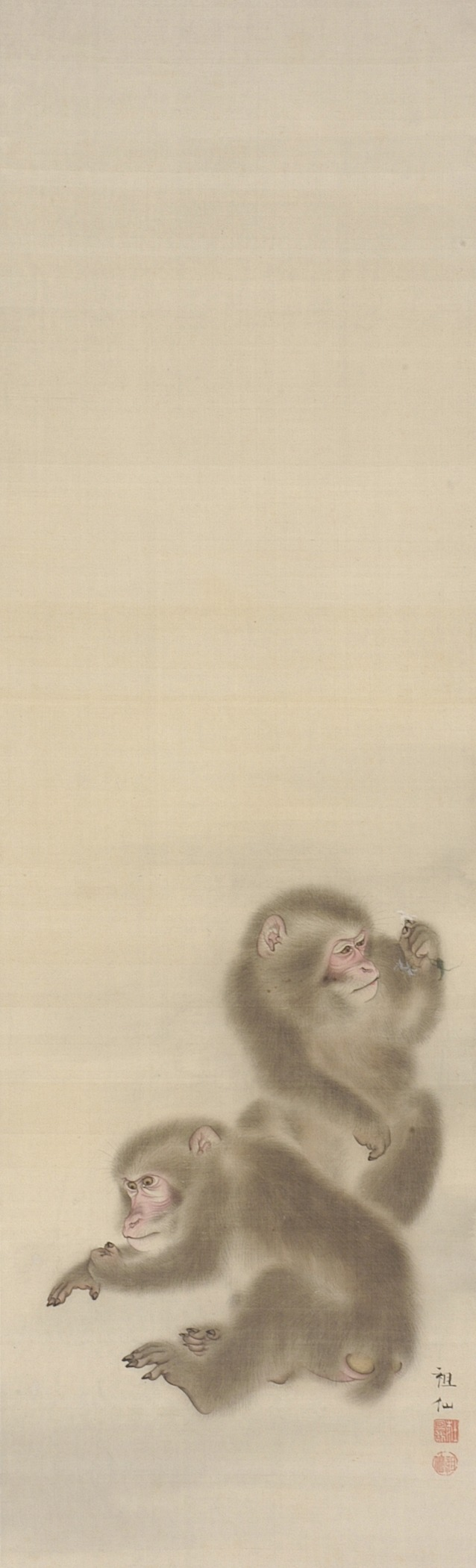
Deux singes
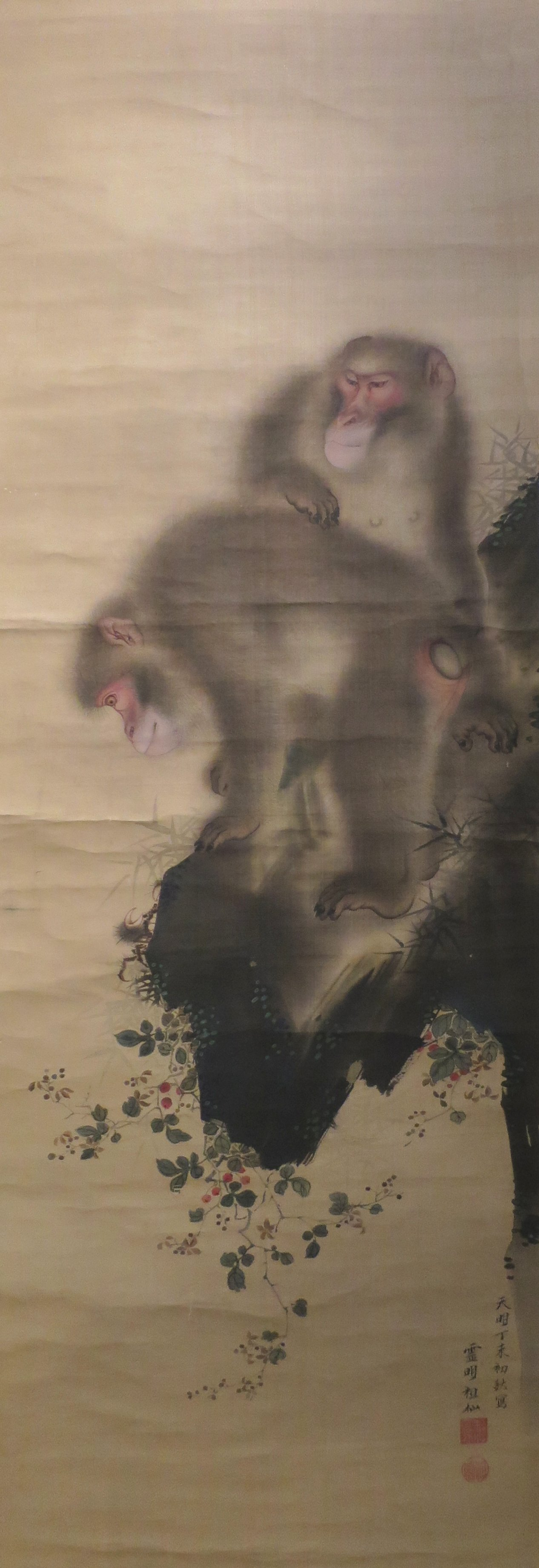
Singes jouant avec un crabe (1787)
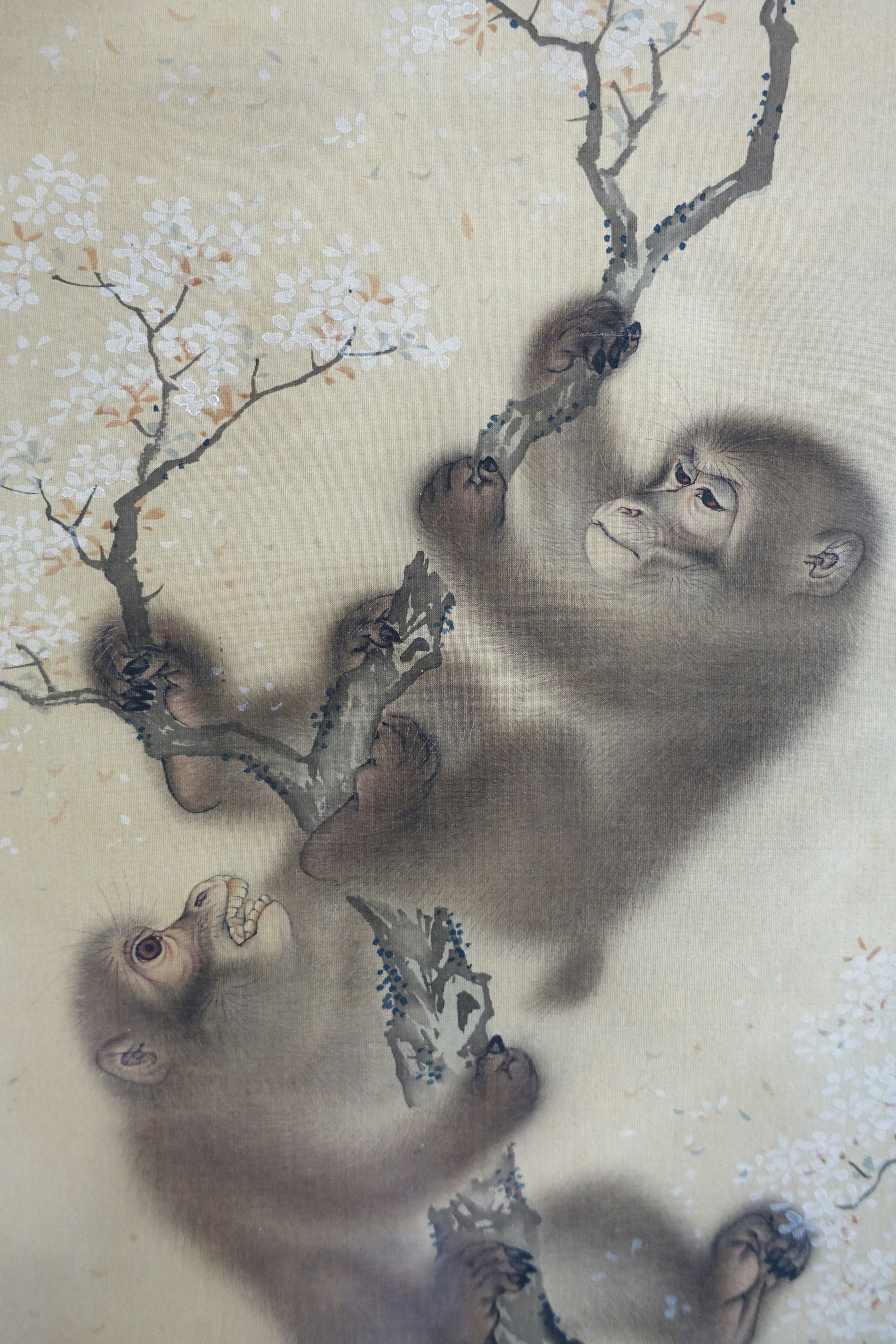
Singes sur un cerisier
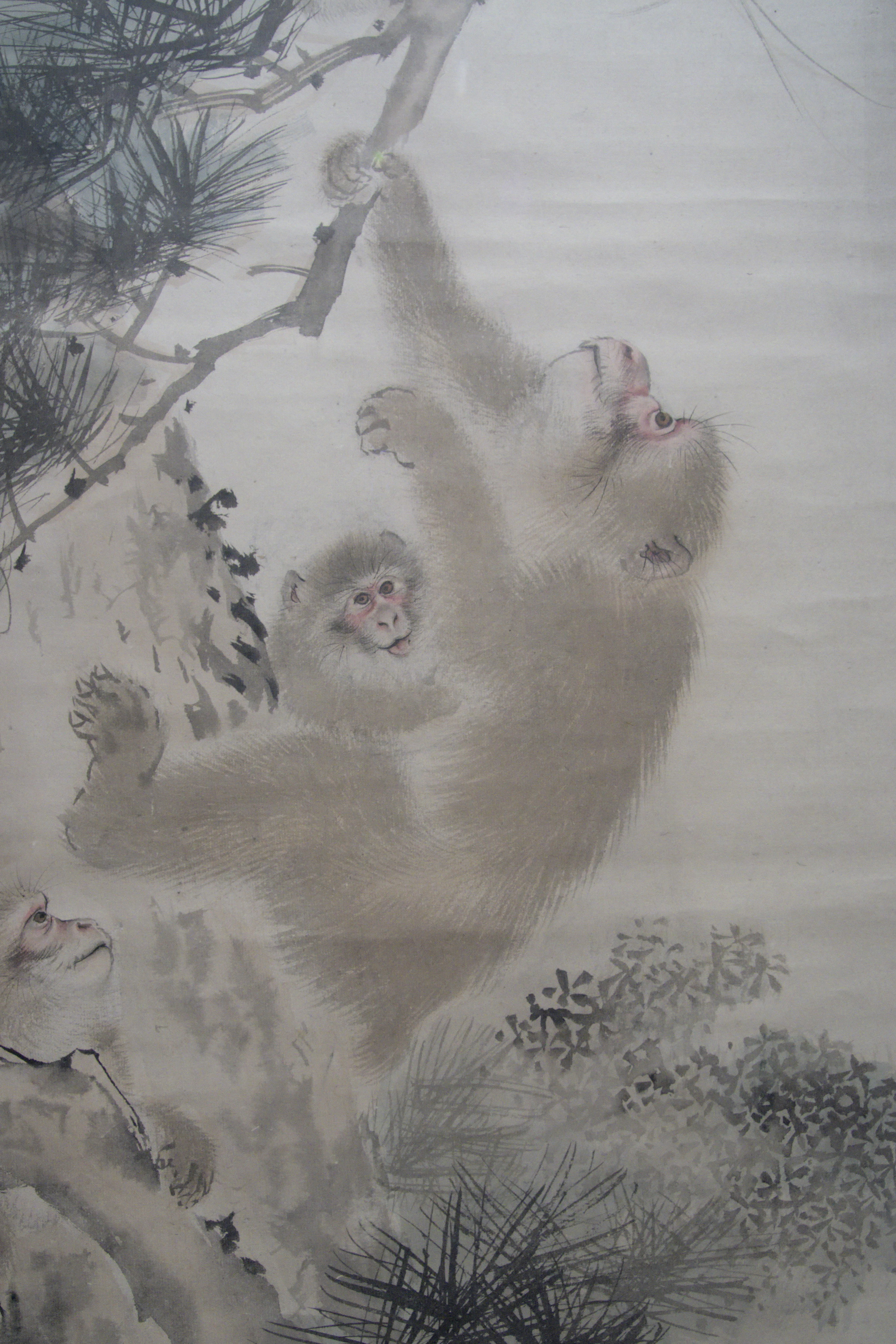
Singes dans les pins devant une cascade
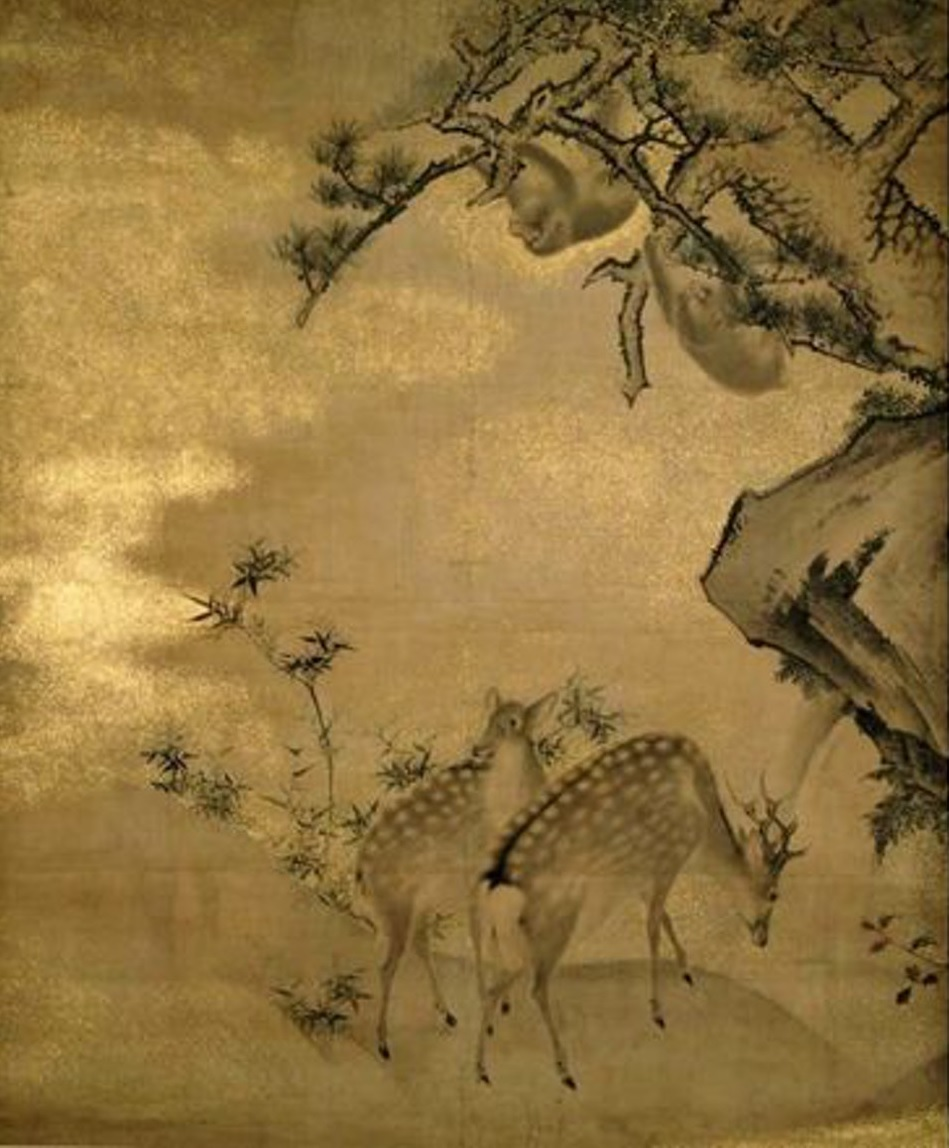
Yuen-zu (秋山遊猿図?)
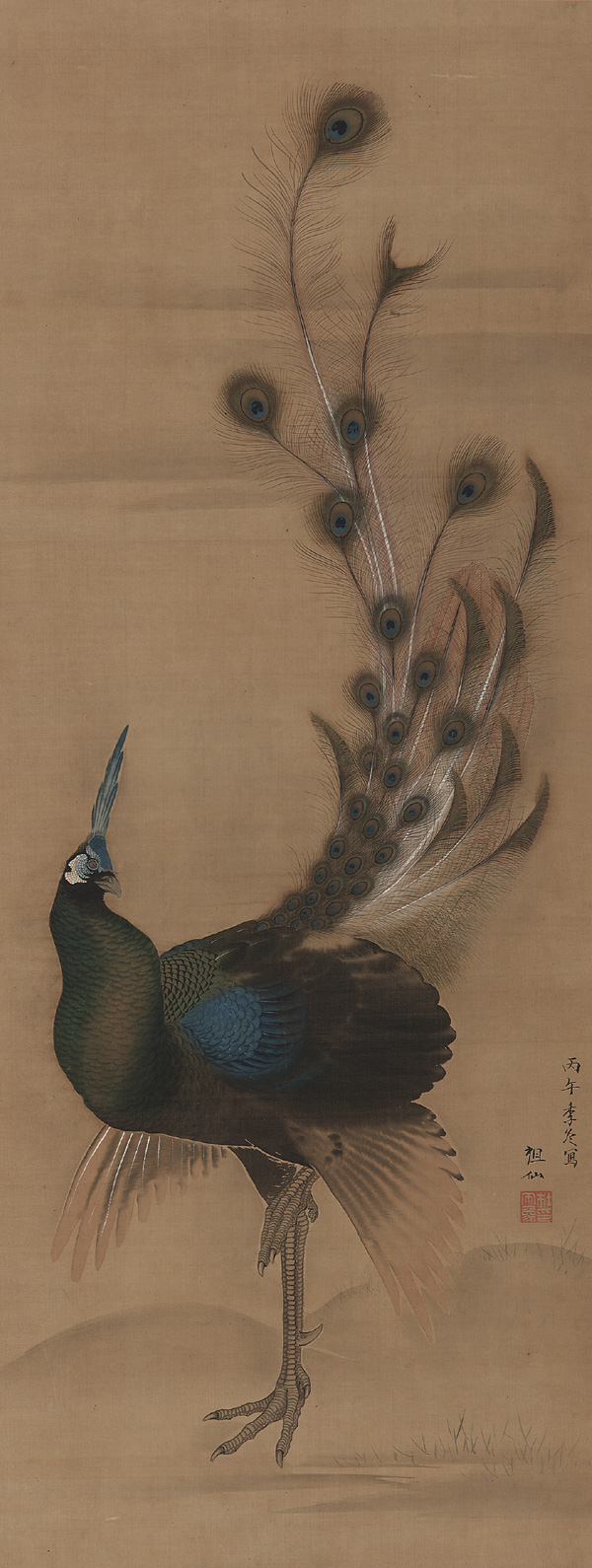
Un paon (孔雀図?)
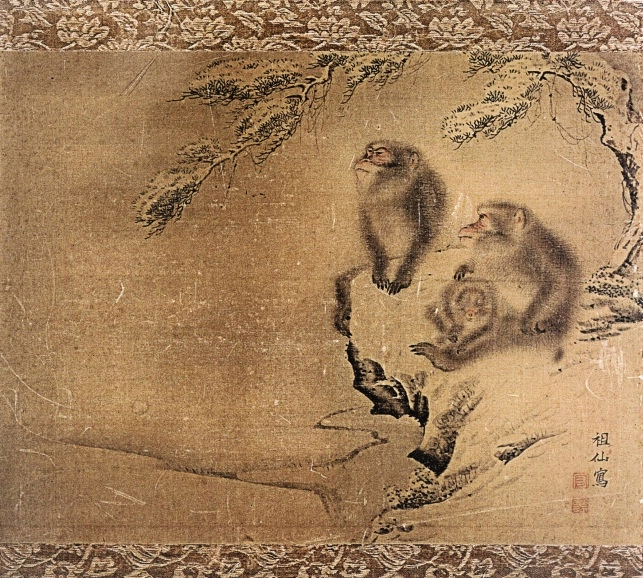
Des singes dans la neige
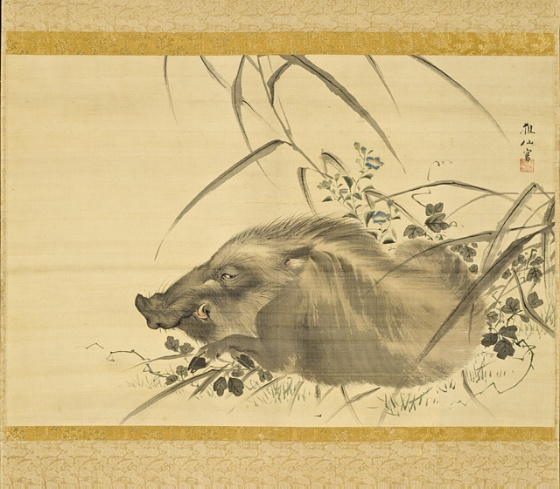
Sanglier au milieu de fleurs et d'herbes d'automne (ca. 1800)